# 6469 Armstrong
Armstrong (asteróide 6469) é um asteróide da cintura principal, a 1,7689633 UA. Possui uma excentricidade de 0,2031404 e um período orbital de 1 208,08 dias (3,31 anos).
Armstrong tem uma velocidade orbital média de 19,99052612 km/s e uma inclinação de 3,95399º.
Este asteróide foi descoberto em 14 de Agosto de 1982 por Antonín Mrkos.
O seu nome é uma homenagem ao astronauta americano Neil Armstrong.